# Richard Akuson
Richard Akuson est un avocat nigérian, militant des droits LGBT, écrivain, rédacteur en chef et fondateur  du magazine A Nasty Boy , la première publication LGBTQ+ du Nigeria. Il est né le 26 juillet 1993. En 2019, Akuson est nommé l'un des 30 Under 30 de Forbes Africa pour avoir remis en question les notions rigides de masculinité, de genre et de sexualité au Nigeria, où les actes homosexuels peuvent être punis de 14 ans de prison. En 2017, il est nommé  pour le New Media Innovation Award des Futures Awards Africa. Il est également nommé à deux reprises pour le prix Abryanz Style & Fashion Award du meilleur écrivain de mode. Après le lancement du magazine A Nasty Boy en 2017, il est nommé l'un des 40 Nigérians les plus puissants de moins de 40 ans par YNaija.

## Biographie

### Enfance et éducation
Richard Akuson est né à Akwanga, dans l'État de Nasarawa, au Nigéria. Deuxième de trois garçons, il a été élevé dans une famille de la classe moyenne supérieure ; son père, un politicien et sa mère, une conférencière d'université. Il a fréquenté le Shepherd's International College, un internat chrétien privé et mixte, avant de se diriger vers l'Université d'État de Nasarawa, Keffi, pour son premier diplôme professionnel en droit. Il a été admis au barreau nigérian en tant qu'avocat et procureur de la Cour suprême du Nigéria en 2017, après avoir obtenu son diplôme de la faculté de droit nigériane de Lagos.

### Carrière
Akuson a commencé sa carrière en tant que stagiaire, journaliste de mose, à l'âge de 18 ans. En 2014, il cofonde ILLUDED, une plateforme de partage de photos en ligne. En 2016, il s'est vu offrir un poste à la tête des sections mode et style de BellaNaija, un poste qui a lancé sa carrière. Son travail chez BellaNaija lui a valu une nomination au Abryanz Style & Fashion Award pour l'écrivain de mode de l'année en 2016. Plus tard cette année-là, il a quitté BellaNaija pour lancer The PR Boy, une société de relations publiques boutique qui s'adressait principalement aux startups nigérianes. En 2017, alors qu'il était à la faculté de droit nigériane, il a lancé A Nasty Boy, la publication LGTBQ + qui repousse les limites,.

## Essais
En avril 2019, Akuson est l'auteur d'un essai révélateur pour CNN détaillant les circonstances qui l'ont conduit à fuir le Nigeria pour se réfugier en Amérique. En juillet 2019, il écrit un essai déchirant  pour le "Sunday Review" du New York Times. L'essai, "This is Quite Gay ", a été publié sur la page d'accueil du site Web du Times.

## Activisme et asile
Akuson a demandé l'asile en Amérique en 2018 après avoir fui le Nigeria après avoir survécu à une brutale attaque homophobe. Aux États-Unis, il continue de parler ouvertement de l'attaque et de la culture insidieuse de l'homophobie au Nigeria. Il a accordé des interviews à OkayAfrica, Very Good Light, et The Black Youth Project, où il a donné beaucoup de détails sur l'événement. Akuson continue d'être un activiste pour les communautés LGBTQ + et d'asile en Amérique.